# 초콜릿 중독
| Animal | Oral toxicity (mg/kg) | Oral toxicity (mg/kg) |
| Animal | TDLo                  | LD50                  |
| ------ | --------------------- | --------------------- |
| Cat    |                       | 200                   |
| Dog    | 16                    | 300                   |
| Human  | 26                    | ~1,000                |
| Mouse  |                       | 837                   |
| Rat    |                       | 1,265                 |

테오브로민 구조 (IUPAC name: 3,7-dimethyl-1H-purine-2,6-dione)

테오브로민 중독 또는 초콜릿 중독은 초콜릿, 차, 콜라, 아사이베리, 다른 음식물에 있는 크산틴 알칼로이드 테오브로민의 과다복용 반응이다. 테오브로민의 반수치사량(LD50)은 사람, 고양이, 개, 쥐, 생쥐에서만 보고되어 있다. (위의 표를 참고하면) 6종 모두 다르다.

## 초콜릿

### 사람
코코아 콩은 무게당 1.2%의 테오브로민이 있는데, 카카오 1온스(28g)에는 약 0.3g의 테오브로민이 있다. 일반적으로 초콜릿으로 가공시 양이 더 적어진다. 순도높게 정제된 초콜릿 캔디(일반적으로 1.4-2.1g/kg, 30-60mg/oz)는 다크초컬릿이나 무가당 제빵용 초콜릿(>14g/kg, >400mg/oz)보다 테오브로민 양이 낮다. 일반적으로 초콜릿에 있는 테오브로민의 양은 사람에서 안전하다고 생각해도 된다. 하지만 많은 양을 섭취하였을 때, 특히 노령자에서, 때때로 심각한 부작용을 초래할 수 있다.

### 다른 종
반려동물에서는 심각한 중독증상이 흔히 일어나는데 이것은 사람보다 천천히 테오브로민이 대사되며, 초콜릿 중독이 일어날 수 있는 양을 쉽게 섭취할 수 있기 때문이다. 다른 위험요소로 초콜릿 캔디에 들어있는 지방, 당분은 섭취하고 며칠후 심각한 췌장염을 유발할 수 있다. 테오브로민 중독의 가장 큰 피해자는 개이며, 치명적이다. 고양이에서 독성용량은 개보다 낮지만, 고양이는 단맛을 느끼기 힘들기 때문에 초콜릿을 잘 먹지 않는다. 테오브로민은 쥐, 생쥐, 사람에서는 독성이 덜하며, LD50는 약 1,000mg/kg이다.
개에서 테오브로민의 생물학적 반감기는 17.5시간이다; 심각한 경우, 테오브로민 중독의 임상증상은 72시간동안 지속될 수 있다. 수의사가 처치하는 치료는 섭취후 2시간 내에 구토처치, 경련방지를 위한 벤조디아제핀, 바르비투르 계열 약물투여, 부정맥처치를 위한 항부정맥치료제, 수액을 통한 이뇨이다. 테오브로민은 하루에 kg당 다크초콜릿을 15g 이하로 장기간 투약받았을 때 우심방 심근증을 유발한다고 추정하고 있다. Merck Veterinary manual에 따르면, 개에서 약 1.3g/kg(0.02oz/lb)의 제빵용 초컬릿은 중독증상을 보이는데 충분한 양이라고 한다. 예를 들어, 제빵용 초콜릿 11g(0.4온스)는 9.1kg(20 파운드)의 개에서 경도의 증상을 유발하기에 충분한 양이지만, 25% 카카오가 함유된 초콜릿 바(밀크초컬릿 같은) 같은 양의 제빵용 초콜릿양의 25%정도의 독성을 가진다(역자주: 밀크초컬릿의 카카오 함량은 14~40%까지 다양하며, 요즘에는 높은 함량의 카카오가 함유된 밀크초컬릿이 많다). 체중 파운드당 1 온스의 밀크초콜릿은 개에서 치사량이다.
미국농무부의 화학자들은 가축에 피해를 주는 코요테를 컨트롤하기 위한 약물로 테오브로민을 연구하고 있다.

## 증상
테오브로민 중독의 첫번째 증상은 오심, 구토, 설사, 배뇨량증가이다. 더 나아가 심장 부정맥, 간질성 경련, 내부출혈, 심근 경색, 급사로 이어진다.

## 같이 보기
- 크산틴 산화효소

## 참고 자료
- Theobromine in the ChemIDplus database (September 9, 2004)
- Merck Veterinary Manual (Toxicology/Food Hazards section), Merck & Co., Inc., Chocolate Poisoning.  (June 16, 2005)